# Christophe de Penmarc'h
Christophe de Penmarc'h (mort le 6 décembre 1505) ecclésiastique qui fut évêque de Dol de 1474 à 1477 puis évêque de Saint-Brieuc de 1478 à 1505.

## Biographie
Christophe de Penmarc'h est le fils de Henri II de Penmarc'h seigneur de Penmarc'h en Saint-Frégant et d'Alix,  fille d'Olivier de Coëtivy.  Destiné à l'église il est élevé par son grand-oncle, le cardinal Alain IV de Coëtivy. Ce dernier sentant sa mort proche résigne son siège épiscopal de Dol en sa faveur malgré le défaut d'âge le 7 février 1474. Après la mort d'Alain de Coëtivy le 22 juillet suivant Christophe de Penmarc'h n'est pas admis à prêter serment de fidélité par le duc François II de Bretagne. Le 2 janvier 1475 le nouvel évêque demande au pape Sixte IV de surseoir à des sanctions apostoliques et d'envisager une transaction permettant à Michel Guibé, neveu de Pierre Landais le puissant conseiller du duc d'obtenir le premier siège épiscopal vacant en Bretagne. Dès l'année suivant la mort de Vincent de Kerleau permet la nomination de Guibé à Saint-Pol-de-Léon.  
La nomination de Pierre de Laval comme archevêque de Reims libère le siège de Saint-Brieuc que ce dernier voulait conserver et permet à Sixte IV de proposer le transfert de Christophe de Penmarc'h  de Dol-de-Bretagne dont il n'a pas encore pris possession à Saint-Brieuc libérant ainsi Dol pour Michel Guibé. Christophe de Penmarc'h,  élevé à Rome et soumis à la volonté de la curie pontificale accepte sans problème cette « rétrogradation apparente »  et prête serment au duc le 30 juin 1478 en qualité d'évêque de Saint-Brieuc et le siège Saint-Pol-de-Léon est attribué à Thomas James, archidiacre de Penthièvre
Christophe de Penmarc'h s'en tient à son évêché de Saint-Brieuc, où il réside pendant les troubles que connaît la Bretagne pendant la minorité et le début du règne de la duchesse Anne de Bretagne. Il est témoin lors du mariage en 1498 de la duchesse avec Louis XII. Très intéressé par la spiritualité franciscaine, il rappelle en 1502 les cordeliers qui avaient été expulsés de son diocèse. Il leur édifie un couvent et dans le testament qu'il laisse avant de mourir le 6 décembre 1505 apparaissent les signes de l'humilité de la bonté et de la simplicité des disciples de François d'Assise